# Giuse Nguyễn Tích Đức
Giuse Nguyễn Tích Đức (1938 – 2011) là một giám mục Công giáo Việt Nam. Ông nguyên là Giám mục chính tòa Giáo phận Ban Mê Thuột từ năm 2000 đến năm 2006. Trước đó, ông từng đảm nhận vai trò giám mục Phó giáo phận này từ năm 1997. Khẩu hiệu giám mục của ông là "Đạt tới người mới".
Nguyễn Tích Đức quê quán tại Hà Nam. Theo con đường tu trì từ năm 10 tuổi, sau khoảng thời gian dài tu học, chủng sinh Đức được phong chức linh mục năm 1967. Tân linh mục Nguyễn Tích Đức được chọn làm giáo sư Tiểu chủng viện Lê Bảo Tịnh trước khi trở thành Giám đốc chủng viện này. Từ năm 1986, ông là linh mục chánh xứ Hưng Đạo.
Tòa Thánh loan tin chọn Nguyễn Tích Đức làm giám mục Phó giáo phận Ban Mê Thuột vào tháng 4 năm 1997. Nghi thức truyền chức cử hành vào tháng 6 cùng năm. Cuối năm 2000, ông kế vị chức vụ giám mục chính tòa Ban Mê Thuột. Vì sức khỏe suy yếu, giám mục Đức viết đơn xin hồi hưu và được chấp thuận vào tháng 5 năm 2006.

## Thân thế và tu tập
Nguyễn Tích Đức sinh ngày 22 tháng 2 năm 1938 tại Giáo xứ Bút Đông, Giáo hạt Lý Nhân, Tổng giáo phận Hà Nội (thuộc phường Châu Giang, thị xã Duy Tiên, tỉnh Hà Nam) nhưng theo gia đình di cư vào Nam 1954. Từ năm 10 tuổi, cậu bé Đức đã bắt đầu con đường tu trì của mình bằng việc theo học Tiểu chủng viện Hoàng Nguyên tại Hà Nội cho đến năm 1950. Từ năm 1951, chủng sinh Đức học Tiểu chủng viện Piô XII (tại Hà Nội và Sài Gòn). Sau mười năm học Tiểu chủng viện Piô, từ năm 1958, Nguyễn Tích Đức theo học Giáo hoàng Học viện Thánh Piô X Đà Lạt.
Ông là nghĩa tử của Giám mục Phêrô Nguyễn Huy Mai.

## Linh mục
Sau quá trình tu học dài hạn, ngày 21 tháng 12 năm 1967, Nguyễn Tích Đức được truyền chức chức linh mục tại Sài Gòn với nghi thức truyền chức cử hành bởi giám mục Phêrô Nguyễn Huy Mai. Sau khi thụ phong linh mục, linh mục trẻ Nguyễn Tích Đức được bổ nhiệm giữ vai trò Giáo sư Tiểu chủng viện Lê Bảo Tịnh – Ban Mê Thuột từ năm 1968. Ông là một trong bốn giáo sư đầu tiên của chủng viện này. Trên đường về sau khi tiễn con trai ra sân bay nhận nhiệm sở mới, thân phụ linh mục Đức gặp tai nạn và qua đời. Năm 1978, chủng viện Lê Bảo Tịnh bị giải tán lần 2, các chủng sinh trở về quê sinh sống, các linh mục giáo sư chủng viện cũng được bổ nhiệm giữ các chức vụ tại các vùng trung tâm. Trong hoàn cảnh khó khăn này, giám mục Phêrô Nguyễn Huy Mai chính thức bổ nhiệm linh mục Nguyễn Tích Đức làm Giám đốc Chủng viện Lê Bảo Tịnh..
Sau gần 20 năm đảm nhận vai trò Giáo sư và Giám đốc chủng viện, từ năm 1986, linh mục Nguyễn Tích Đức giữ nhiệm vụ linh mục chánh xứ giáo xứ Hưng Đạo (Ban Mê Thuột). Chính vì khoảng thời gian dài chỉ đào tạo chủng sinh, khi được bổ nhiệm giữ vai trò linh mục giáo xứ, Nguyễn Tích Đức lo lắng vì hoàn toàn không có kinh nghiệm mục vụ giáo xứ. Trong khoảng thời gian này, vì công việc không quá áp lực, ông vẫn quan tâm đến việc đào tạo ứng sinh.

## Giám mục
Ngày 21 tháng 4 năm 1997, Tòa Thánh bổ nhiệm linh mục Nguyễn Tích Đức làm Giám mục phó Giáo phận Ban Mê Thuột. Khi quyết định nhận bổ nhiệm làm giám mục, ông lo lắng và từng chia sẻ: "Cuộc đời của cha chỉ muốn dành hết tâm huyết của mình cho việc đào chủng sinh, cánh đồng truyền giáo của Giáo Phận còn bao la. Cương vị Giám mục thật nặng nề với cha. Tuy nhiên trong hoàn cảnh này cha phải chia sẻ gánh nặng với Đức cha chính".
Lễ tấn phong cho giám mục Tân cử được cử hành sau đó vào ngày 17 tháng 6 cùng năm tại Ban Mê Thuột với phần nghi thức truyền chức chính yếu cử hành bởi chủ phong là giám mục chính tòa Ban Mê Thuột Giuse Trịnh Chính Trực và hai vị phụ phong gồm Giám mục Phaolô Nguyễn Văn Hòa, giám mục chính tòa Giáo phận Nha Trang và giám mục chính tòa Giáo phận Qui Nhơn Phaolô Huỳnh Đông Các. Tân giám mục chọn cho mình khẩu hiệu: "Đạt tới người mới".
Ngày 29 tháng 12 năm 2000, giám mục chính tòa Trịnh Chính Trực được Tòa Thánh chấp thuận đơn xin hồi hưu ví lý do tuổi tác và được chấp thuận, với vai trò giám mục Phó, Nguyễn Tích Đức kế vị làm Giám mục Chính toà Giáo phận Ban Mê Thuột. Huấn quyền qua lời truyền giảng của Nguyễn Tích Đức mang tính triết học hơn mang tính sự kiện của đời thường, nỗi trăn trở của ông là sự hiệp nhất trong giáo phận. Trong thời kỳ giám mục Đức quản nhiệm, ban Giáo lý của Giáo phận Ban Mê Thuột hệ thống hóa để đưa chương trình giáo lý của Giáo phận vào một tổ chức nhất quán. Nguyên giám mục Trịnh Chính Trực vẫn hỗ trợ bằng cách công tác mục vụ trong giáo phận.
Giám mục Nguyễn Tích Đức mắc chứng bệnh nan y, có dấu hiệu hoại tử ngón chân vì di chứng của bệnh tiểu đường. Chính vì vậy, mỗi lần đến tham mục vụ tại các giáo xứ, các giáo dân thường dành các món kiêng như nước trái cây và trứng luộc cho ông. Sức khỏe ngày càng suy yếu, giám mục Nguyễn Tích Đức không thể điều hành giáo phận. Nhận thấy việc này gây tổn hại đến lợi ích giáo phận, ông viết đơn xin từ chức Giám mục.
Ngày 17 tháng 5 năm 2006, Tòa Thánh chấp thuận đơn xin từ chức của giám mục Nguyễn Tích Đức vì lý do sức khỏe. Giám mục Phaolô Nguyễn Văn Hòa được chọn làm Giám quản quản lý giáo phận Ban Mê Thuột từ ngày 29 tháng 5.
Khoảng thời gian sau khi hồi hưu, di chứng bệnh xuất hiện ngày càng nhiều khiến giám mục Nguyễn Tích Đức đi lại khó khăn. Tuy vậy, nhiều người cho rằng vị tiền nhiệm Trịnh Chính Trực, vốn bị tai biến sẽ qua đời trước giám mục Đức. Giám mục Giuse Nguyễn Tích Đức qua đời ngày 23 tháng 5 năm 2011 (nhằm ngày 21 tháng 4 năm Tân Mão). Lễ an táng cố giám mục cử hành sau đó vào ngày 26 tháng 5, với sự tham gia chủ sự của 15 giám mục và hơn 200 linh mục. Ông được an táng tại Tòa giám mục Ban Mê Thuột.

## Nhận xét
Giám mục Phaolô Nguyễn Văn Hòa, nguyên Giám mục giáo phận Nha Trang, nguyên Giám quản Giáo phận Ban Mê Thuột, nguyên Chủ tịch Hội đồng Giám mục Việt Nam đã nói về những đóng góp của Giám mục Giuse Nguyễn Tích Đức cho giáo hội Việt Nam và Giáo phận Ban Mê Thuột:
| “ | ... tất cả cuộc đời linh mục và giám mục của Đức cha Giuse Nguyễn Tích Đức là phục vụ giáo phận Ban Mê Thuột: 44 năm linh mục và 14 năm giám mục với nhiều công khó cho một giáo phận rộng lớn và đông đúc. Lại còn kiêm nhiệm vụ giáo sư Đại chủng viện Nha Trang. Khoảng 20 năm, Đức cha lại bị chứng bệnh nan y. Đức cha nhận nhiệm vụ giám mục trong chính thời gian này. Trong tình trạng sức khỏe như vậy, hẳn Đức cha đã phải cố gắng vượt mức để có thể chu toàn nhiệm vụ. Đức cha đã vui lòng chấp nhận, luôn sống chung với bệnh trong tinh thần vui vẻ không một tiếng than vãn kêu ca. Dường như Đức cha đã tận dụng thời gian này để tiếp tục dâng hi sinh, làm việc tông đồ và cũng để dọn mình.... | ” |

## Tông truyền
Giám mục Giuse Nguyễn Tích Đức được tấn phong giám mục năm 1997, thời Giáo hoàng Gioan Phaolô II, bởi:
- Chủ phong: Giuse Trịnh Chính Trực, giám mục chính tòa Ban Mê Thuột.
- Hai vị Phụ phong: Phaolô Nguyễn Văn Hòa, giám mục chính tòa Giáo phận Nha Trang và Phaolô Huỳnh Đông Các, giám mục chính tòa Giáo phận Qui Nhơn.